# Lista de reis de Judá
Para esta época, a maioria dos historiadores segue as cronologias estabelecidas por William F. Albright ou Edwin R. Thiele, ou a nova cronologia de Gershon Galil. Todas elas são indicadas no quadro. Todas as datas são A.C.  (Antes de Cristo).

## Dinastia de Davi
| Datas de Albright | Datas de Thiele | Datas de Galil | Nome comum/ Nome biblico | Tradução alternativa | Nome Hebraico                                    | Notas                        |
| ----------------- | --------------- | -------------- | ------------------------ | -------------------- | ------------------------------------------------ | ---------------------------- |
| 922–915           | 931–913         | 931–914        | Roboão                   | Reoboão              | רחבעם בן-שלמה מלך יהודה Rehav’am ben Shlomoh     |                              |
| 915–913           | 913–911         | 914–911        | Abias                    | Abiam Abião          | אבים בן-רחבעם מלך יהודה ’Aviyam ben Rehav’am     |                              |
| 913–873           | 911–870         | 911–870        | Asa                      |                      | אסא בן-אבים מלך יהודה ’Asa ben ’Aviyam           |                              |
| 873–849           | 870–848         | 870–845        | Josafat                  | Josafá Jeosafá       | יהושפט בן-אסא מלך יהודה Yehoshafat ben ’Asa      |                              |
| 849–842           | 848–841         | 851–843        | Jorão                    | Jeorão               | יהורם בן-יהושפט מלך יהודה Yehoram ben Yehoshafat | Assassinado                  |
| 842–842           | 841–841         | 843–842        | Ocozias                  | Acazias              | אחזיהו בן-יהורם מלך יהודה ’Ahazyahu ben Yehoram  | Morto por Jeú, Rei de Israel |

## Dinastia de Acabe
| Datas de Albright | Datas de Thiele | Datas de Galil | Nome comum/ Nome biblico | Tradução alternativa | Nome Hebraico                               | Notas       |
| ----------------- | --------------- | -------------- | ------------------------ | -------------------- | ------------------------------------------- | ----------- |
| 842–837           | 841–835         | 842–835        | Atália                   |                      | עתליה בת-עמרי מלכת יהודה ‘Atalyah bat ‘Omri | Assassinada |

## Dinastia de Davi(restaurada)
| Datas de Albright | Datas de Thiele | Datas de Galil | Nome comum/ Nome biblico | Tradução alternativa | Nome Hebraico                                                                                              | Notas                                               |
| ----------------- | --------------- | -------------- | ------------------------ | -------------------- | --- | --------------------------------------------------- |
| 837–800           | 835–796         | 842–802        | Joás                     | Jeoás                | יהואש בן-אחזיהו מלך יהודה Yehoash ben ’Ahazyahu                                                            | Assassinado                                         |
| 800–783           | 796–767         | 805–776        | Amassias                 | Amazias              | אמציה בן-יהואש מלך יהודה ’Amatzyah ben Yehoash                                                             | Assassinado                                         |
| 783–742           | 767–740         | 788–736        | Ozias                    | Uzias Azarias        | עזיה בן-אמציה מלך יהודה ‘Uziyah ben ’Amatzyah עזריה בן-אמציה מלך יהודה ‘Azaryah ben ’Amatzyah              |                                                     |
| 742–735           | 740–732         | 758–742        | Jotam                    | Jotão                | יותם בן-עזיה מלך יהודה Yotam ben ‘Uziyah                                                                   |                                                     |
| 735–715           | 732–716         | 742–726        | Acaz                     |                      | אחז בן-יותם מלך יהודה ’Ahaz ben Yotam                                                                      |                                                     |
| 715–687           | 716–687         | 726–697        | Ezequias                 |                      | חזקיה בן-אחז מלך יהודה Hizqiyah ben ’Ahaz                                                                  |                                                     |
| 687–642           | 687–643         | 697–642        | Manassés                 |                      | מנשה בן-חזקיה מלך יהודה Menasheh ben Hizqiyah                                                              |                                                     |
| 642–640           | 643–641         | 642–640        | Amom                     | Amon                 | אמון בן-מנשה מלך יהודה ’Amon ben Menasheh                                                                  | Assassinado                                         |
| 640–609           | 641–609         | 640–609        | Josias                   |                      | יאשיהו בן-אמון מלך יהודה Yo’shiyahu ben ’Amon                                                              | Morreu em batalha                                   |
| 609               | 609             | 609            | Joacaz                   | Jeoacaz              | יהואחז בן-יאשיהו מלך יהודה Yeho’ahaz ben Yo’shiyahu אחז בן-יאשיהו מלך יהודה ’Ahaz ben Yo’shiyahu           |                                                     |
| 609–598           | 609–598         | 609–598        | Joaquim                  | Jeoaquim             | יהויקים בן-יאשיהו מלך יהודה Yehoyaqim ben Yo’shiyahu                                                       |                                                     |
| 598               | 598             | 598–597        | Jeconias                 | Jeoaquin             | יהויכין בן-יהויקים מלך יהודה Yehoyakhin ben Yehoyaqim יכניהו בן-יהויקים מלך יהודה Yekhonyahu ben Yehoyaqim | Deposto pelos Babilónios.                           |
| 597–587           | 597–586         | 597–586        | Zedequias                | Sedecias Matanias    | צדקיהו בן-יהויכין מלך יהודה Tzidqiyahu ben Yo’shiyahu                                                      | Ultimo Rei de Judá. Deposto e levado para o exílio. |